# Luciano Silva da Silva
Luciano Silva da Silva (sinh ngày 13 tháng 6 năm 1987), tên gọi tắt là Luciano Silva là một cầu thủ bóng đá chuyên nghiệp người Brazil thi đấu cho Nguyên Lang ở giải bóng đá hạng nhất Hồng Kông với vị trí trung vệ.

## Sự nghiệp cầu thủ
Sau khi thi đấu cho một số câu lạc bộ ở các giải đấu thấp hơn của bóng đá Brazil, Silva ký hợp đồng với Hùng Vương An Giang. Anh thi đấu cho đội bóng với số áo 17. Anh có trận ra mắt đầu tiên trong trận hòa 1-1 trước XSKT Lâm Đồng trên sân nhà. Ở vòng đấu thứ 15 giải bóng đá hạng nhất quốc gia, anh đã phải nhận thẻ vàng ở phút thứ 37 sau trận thua 1-2 trước XSKT Lâm Đồng trên sân khách. Anh được bình chọn là cầu thủ xuất sắc nhất câu lạc bộ tại mùa giải 2012. Sau đó, anh thi đấu cho Tiêu chuẩn Rangers ở giải bóng đá hạng nhất Hồng Kông vào năm 2013 từ Hùng Vương An Giang. Anh có trận ra mắt cho câu lạc bộ trong một chiến thắng 1-2 trên sân của Kitchee. Anh ghi bàn thắng đầu tiên của mình trong trận đấu gặp Yokohama FC Hồng Kông.